# Centro de Formação de Atletas do Trops
Centro de Formação de Atletas do Trops (CEFAT) é um centro de treinamento em Niterói fundado em 2007, dedicado à formação de atletas de futebol das categorias de base do Trops e, por parceria, do Botafogo.

## História
O CEFAT foi inaugurado em 2013 como iniciativa do Trops Futebol Clube, com o objetivo de oferecer treinamento especializado a jovens jogadores de futebol.
Em janeiro de 2015, o elenco profissional do Botafogo realizou pré-temporada no CEFAT entre os dias 11 e 25. Após o sucesso, a estrutura foi elogiada como referência no Rio. Em 2016 houve ampliação da área de hospedagem (23 suítes) e sala de musculação, possibilitando atendimento ao profissional.
Em março de 2021, Botafogo firmou acordo de dois anos para uso nas categorias sub‑15 a sub‑20. Posteriormente, em 15 de março de 2024, o acordo foi estendido por mais 10 anos, estendendo a base do clube em Niterói. Destaques como Matheus Nascimento, Valim e Kauê Leonardo foram formados no CEFAT.
Em junho de 2025, o Niteroiense anunciou que mandará suas partidas para o CEFAT na temporada de 2025. A estreia no local ocorreu em 25 de junho, na partida contra o America, válida pela primeira rodada da Copa Rio de 2025, que terminou empatada em 0–0.

## Estrutura e instalações
O complexo, com cerca de 80 000 m², inclui:
- Dois campos oficiais (105 × 68 m) e um campo reduzido;
- Piscina, caixa de areia, seis vestiários, salão multimídia, academia, fisioterapia;
- Arquibancada coberta para 1 000 pessoas, gerador, bar e banheiros públicos;
- 23 suítes climatizadas;
- Área de convivência (280 m²), churrasqueira, cozinha industrial, lavanderia, mezanino, estacionamento privativo e para visitantes.[1]

## Programas e atividades
Destinado a jovens de 4 a 17 anos em escolinhas e equipes de competição, atende cerca de 400 alunos, sendo núcleo oficial do Botafogo nas categorias de base e mandante de jogos sub‑15, sub‑17 e sub‑20.